# اسکناس بیست هزار ریالی

طرح مسجدالاقصی در سری دوم

اسکناس بیست هزار ریالی یا دوهزار تومان یکی از اسکناس‌های رایج در جمهوری اسلامی ایران است که از سال ۱۳۸۲ به گردش افتاده‌است. از سال ۱۳۸۲ تاکنون حدود دو میلیارد قطعه از این اسکناس در قالب طرح قدیم و جدید که عمده آن قدیمی است چاپ شده‌است. تمامی این دو میلیارد در جریان نیست چرا که به دلیل گردش بالا بعد از پنج الی شش سال عمر مفید آن‌ها کاهش یافته و مستهلک می‌شود که در این حالت از رده خارج اعلام می‌شود و باید به جای آن اسکناس جدید چاپ و جایگزین شود. به عبارتی دیگر حدود ۶۰۰ تا ۸۰۰ هزار قطعه در جریان و بقیه جبران اسکناس‌های امحا شده را انجام می‌دهند.

## مشخصات
رنگ اسکناس: آبی و سبز
ابعاد اسکناس ۷۸ در ۱۶۳
این اسکناس تماماً از جنس پنبه بوده و دارای نخ امنیتی از جنس متالایز با عرض ۱٫۵ میلی‌متر می‌باشد. همچنین در داخل خمیر کاغذ آن از فیبرهای فلوئورسنت استفاده گردیده‌است.
اسکناس بیست هزار ریالی به روش افست خشک چاپ شده و شماره سریال اسکناس لترپرس با خاصیت طلایی شدن در مقابل نور ماوراء بنفش است. بخش‌هایی از این اسکناس دارای چاپ برجسته می‌باشد. همچنین این اسکناس دارای نشانه برجسته مخصوص نابینایان است.

### مشخصات روی اسکناس
تصویر آیت‌الله خمینی در سمت راست با چاپ برجسته. طرح سه بعدی تصویر آیت‌الله خمینی عیناً در سمت چپ و در خمیره کاغذ "واترمارک" و چاپ شده‌است و در زیر آن عدد ۵۰۰۰۰ به صورت روشن که در مقابل نور از دو طرف اسکناس قابل رویت است. نخ امنیتی پنجره‌ای از نوع هولوگرافی با عرض دو و نیم میلی‌متر با آرم بانک مرکزی جمهوری اسلامی ایران که تغییر رنگی در سطوح طرح درج شده بر روی آن با مقدار کمی تغییر زاویه تابش نور قابل مشاهده خواهد بود. همچنین درج نوشته بی رنگ ۲۰۰۰۰ در متن آن که در مقابل تابش نور به سهولت قابل رویت است.

### مشخصات پشت اسکناس
اسکناس ۲۰۰۰ تومانی از سال ۱۳۸۲ که منتشر شده‌است تاکنون سه بار تغییر طرح داشته‌است. اولین طرح پشت این اسکناس میدان نقش جهان اصفهان بود و در حدود سال ۱۳۸۷ مسجدالاقصی به عنوان طرح دیگر این اسکناس در نظر گرفته شد و در سری سوم بادگیر خانه آقازاده (ابرکوه) را به نمایش می‌گذارد. اسکناس ۲۰۰۰ تومانی جدید از لحاظ مسایل امنیتی هیچ گونه تغییری نسبت به طرح قدیمی ندارد به‌طوری‌که طرح تصویر ناقص و تصویر مخفی و نخ امنیتی، واتر مارک سمت راست اسکناس، تصویر برجسته روی آن، ریز نوشته‌هایی که روی اسکناس وجود داشته که با لوپ یا وسایل بزرگ‌کننده قابل مشاهده هستند، فلورسنت بودن شماره و برخی نقاط طرح رو و پشت اسکناس بدون تغییر مانده‌است. در زیر نور ماوراء بنفش بخش‌هایی از این اسکناس به رنگ فسفری دیده می‌شود.

### مشخصات اسکناس با صفر کم رنگ
این نوع اسکناس که میان نسلی نام دارد با صفر های کم رنگ که فقط در یک گوشه از سمت راست بالا به آن با صفر اشاره شده و در بقیه جاهای اسکناس بدون صفر فقط عدد ۲ به چشم می خورد.در روی اسکناس عکس آیت الله خمینی در سمت چپ چاپ شده و شماره سریال نیز به رنگ آبی همرنگ با اسکناس است، پشت اسکناس نیز منقش به مقبره الشعرا تبریز است.

## سایر موارد
در سال ۱۳۸۹ یک کاریکاتوریست عرب از تصویر اسکناس بیست هزار ریالی در یک روزنامه عراقی استفاده نمود.